# Ниве, Пётр Андреевич
Пётр Андре́евич Ниве́ (18 апреля 1868—1915) — полковник русской армии, военный историк.

## Биография
Пётр Ниве родился 18 апреля 1868 года. Православного вероисповедания. Образование получил в Александровском кадетском корпусе.
На военную службу поступил 31 августа 1884 года. В 1887 году окончил Михайловское артиллерийское училище по 1-му разряду, после чего в чине подпоручика, полученного 7 августа того же года, определён в 1-ю резервную артиллерийскую бригаду. С 7 августа 1889 года ― поручик. 6 августа 1890 года переведён во 2-ю Лейб-гвардии артиллерийскую бригаду с присвоением гвардии подпоручика. С 7 августа 1893 года ― гвардии поручик. В 1894 году окончил Николаевскую академию Генерального штаба по 1-му разряду, после чего с присвоением 18 мая того же года гвардии штабс-капитана с переименованием в капитаны Генштаба, продолжил службу в Финляндском военном округе. С 20 мая 1895 по 4 февраля 1890 годы ― помощник старшего адъютанта Генштаба Финляндского военного округа. С 27 ноября 1896 по 18 декабря 1897 годы проходил цензовое командование ротой в лейб-гвардии егерском полку. С 4 февраля 1900 по 2 марта 1903 годы исполнял должность начальника строевого отдела штаба Свеаборгской крепости. 9 апреля 1990 года присвоен чин подполковника. С 27 мая по 27 сентября 1902 года проходил цензовое командование батальоном во 2-м Финляндском строевом полку. 2 апреля 1903 года вступил в должность начальника отдела канцелярии Финляндского генерал-губернатора. 28 марта 1904 года Ниве присвоен чин полковника. С 13 мая 1906 года заведующий обучающимися в Николаевской военной академии офицерами. 23 декабря 1906 года принял командование 144-й пехотным Каширским полком, а с 5 мая 1913 года ― 20-м Сибирским стрелковым полком 2-й бригады 5-й Сибирской стрелковой дивизии 22-го армейского корпуса.
В 1914 году во время Первой мировой войны был ранен. 14 января 1915 года отчислен от занимаемой должности командира 20-го Сибирского стрелкового полка с назначением в резерве чинов при штабе Двинского военного округа и зачислением по армейской пехоте.
Умер в том же 1915 году. 25 ноября поминался на ежегодной панихиде по офицерам Генштаба, «ушедшим из жизни за минувший год». 3 февраля 1916 года исключён из списков умершим.

## Семья
Жена — Наталья Ивановна Ниве.
Имел 2 детей.

## Награды
- Орден Святого Станислава 3-й степени (1898)
- Орден Святой Анны 3-й степени (1902)
- Орден Святой Анны 2-й степени (1905)
- Орден Святого Владимира 4-й степени (1909)